# Flettnerjevo letalo
Flettnerjevo letalo ali rotorsko letalo je zrakoplov, ki nima kril, za vzgon uporablja Magnusov pojav. Prva taka letala je izdelal Anton Flettner, po katerem so poimenovana. Flettnerjeva letala niso isto kot cikložiro, ki ima podobno konfugiracijo, vendar izkorišča druge aerodinamične pojave. Koncept je podoben Flettnerjevemu rotorju, ki so v uporabi na Flettnerjevih ladjah. 
Razvoj tega nenavadnega letala je bil na podlagi raziskav Ludwiga Prandtla raziskav v inštitutu Aerodynamic Research Institute (AVA) v Göttingenu. Prandtl je eksperimentiral z rotirajočimi cilindri. Cilindri so proizvedli do desetkrat več vzgona kot letalsko krilo.
Zgrajeno je bilo vsaj eno letalo, ni pa podatkov, ali je tudi letelo. V zadnjem času je pa poletel model letala  Novejši zrakoplov iCar 101 naj bi uporabljal Flettnerjeve rotorje.
Navdih za razvoj je prišla od rotorske ladje. Rotorska ladja Buckau, pozenje preimenovana v Baden-Baden, je uspešno prečkala Atlantski ocean 9. maja 1926. Na cilju v New Yorku je bila deležna velikega zanimanja publike.